# Amantaní
Amantaní je ostrov v severozápadní části andského jezera Titicaca, který patří Peru. Má kruhový tvar a rozlohu 9,28 km², žijí na něm necelé čtyři tisíce obyvatel ve vesnicích Santa Rosa, Lampayuni, Sancayuni, Alto Sancayuni, Occosuyo, Occo Pampa, Incatiana, Colquecachi a Villa Orinojón. Ostrovu dominuje dvojice kopců Pachamama (Matka Země) a Pachatata (Otec Země), na jejichž vrcholech se nacházejí domorodé svatyně. Každoročně 20. ledna se koná slavnost úrody, jejíž součástí jsou závody v běhu mezi kopci. Vyšší Pachamama dosahuje výšky 4120 m n. m. (326 m nad hladinou jezera), Amantaní je tak nejvyšším vnitrozemským ostrovem světa. Na svazích se nacházejí terasovitá políčka, na nichž se pěstuje obilí, brambory, oka a merlík čilský. Amantaní je rovněž známý bohatými porosty peruánské národní květiny kantuty (žlutobýl buksolistý). Místní indiáni žijí v domech z vepřovic, na ostrově se nachází škola a zdravotní středisko, nejsou tu však žádné hotely a turisté jsou ubytováni v rodinách, takže mohou poznat autentický místní život. Na Amantaní nejsou automobily a není zde povoleno vlastnictví psů. Ostrované jsou proslulí výrobou keramiky a textilií z vlny alpaky.